# Hnačov
Hnačov (en allemand : Nadschow, précédemment : Hnadschow) est une commune du district de Klatovy, dans la région de Plzeň, en République tchèque. Sa population s'élevait à 95 habitants en 2021.

## Géographie
Hnačov se trouve à 15 km à l'est-sud-est de Klatovy, à 43 km au sud-sud-est de Plzeň et à 106 km au sud-ouest de Prague.
La commune est limitée par Plánice au nord, par Zborovy à l'est, par Zavlekov au sud et par Číhaň à l'ouest.

## Histoire
La première mention écrite de la localité date de 1411.

## Galerie

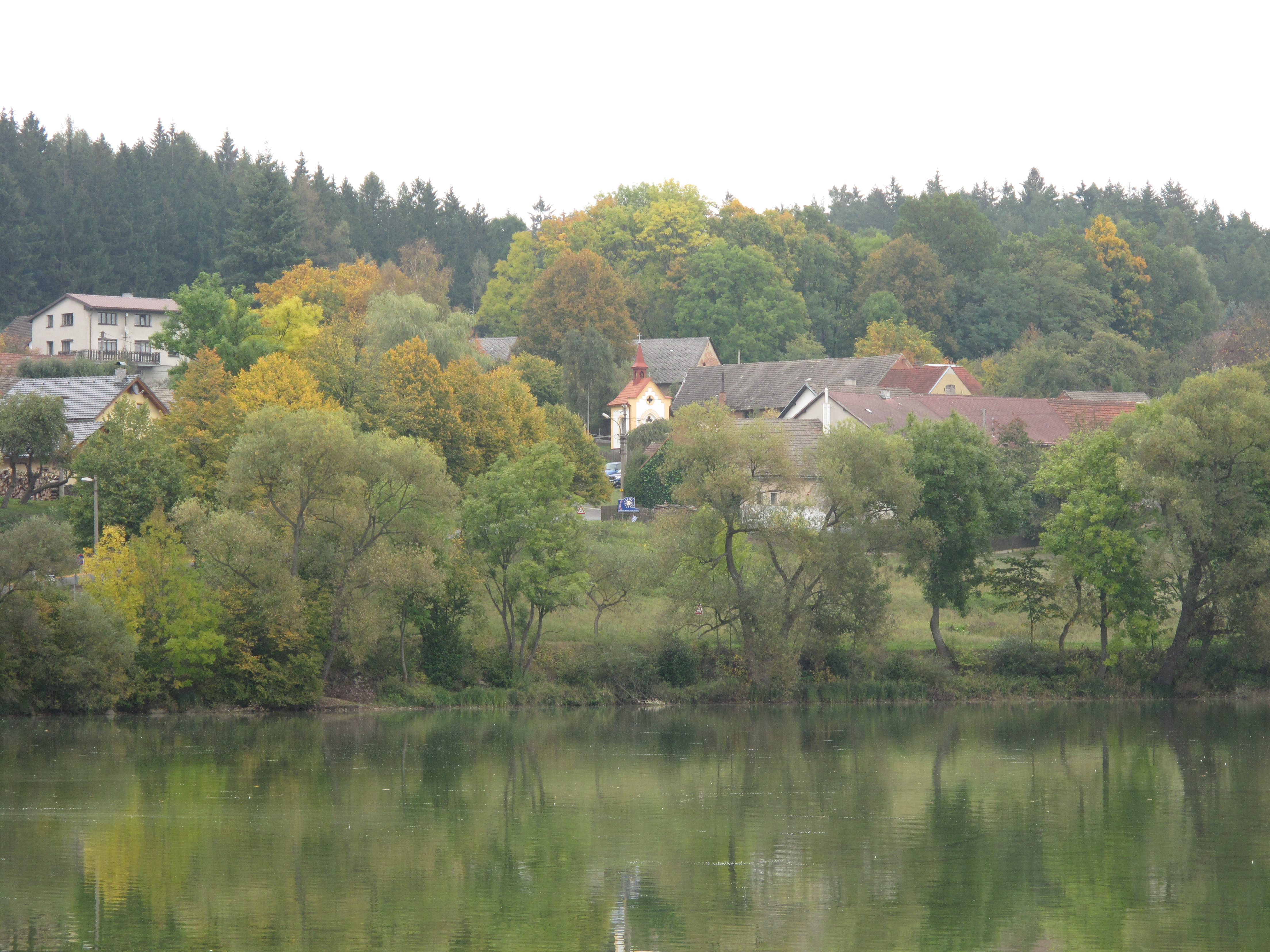
Étang de Hnačov.
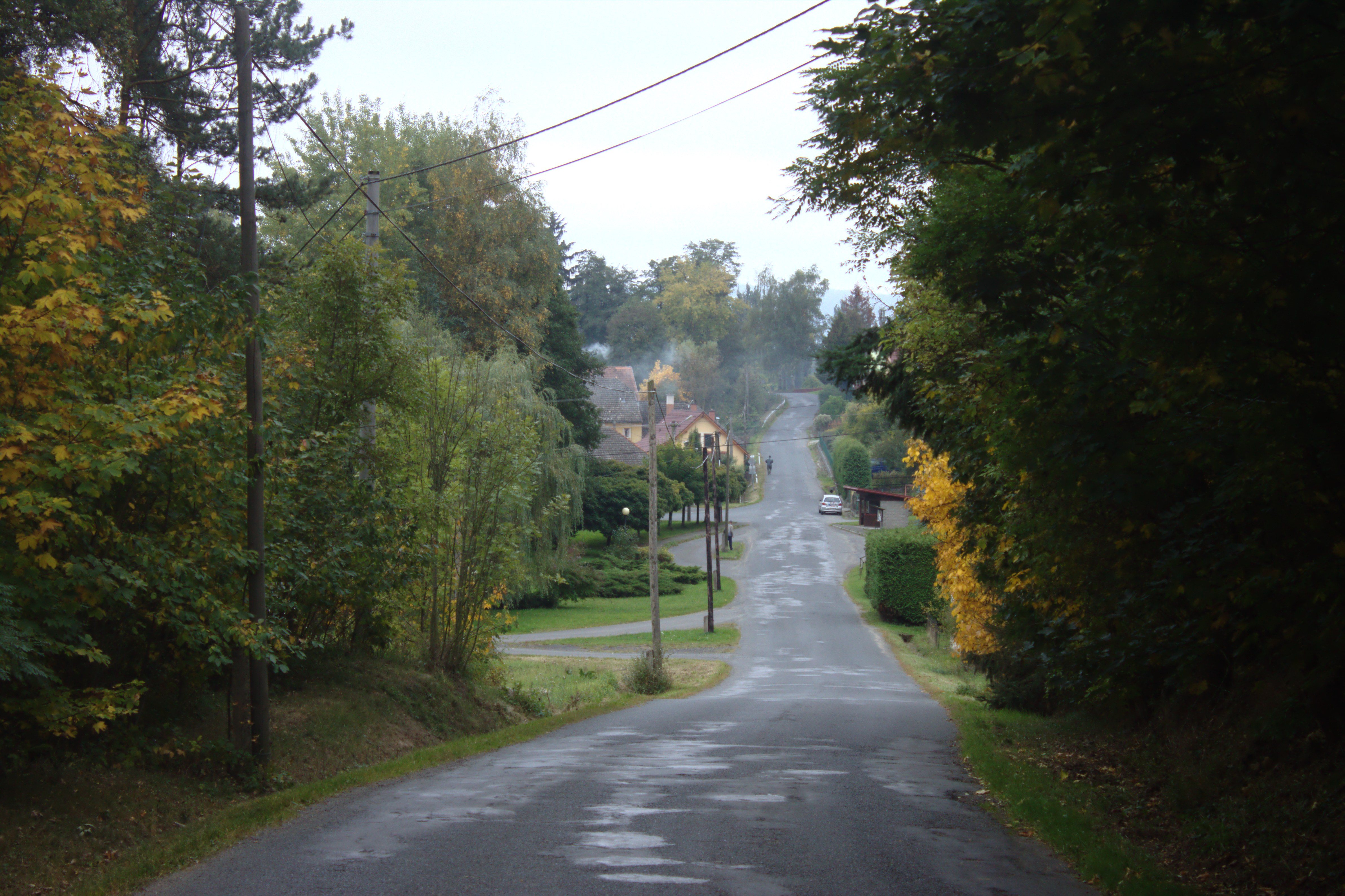
Hnačov : rue principale.